# مجموعة العمليات الخاصة لحركة فتح
مجموعة العمليات الخاصة لحركة فتح أو المعروفة بمسمياتها الأخرى شهداء تل الزعتر وأمن عريسي أو جماعة هواري فصيل فلسطيني متطرف مرتبط بحركة فتح وهي المجموعة الرئيسية لمنظمة التحرير الفلسطينية.
قاد الجماعة عبد الله عبد الحميد لبيب المعروف باسم العقيد هواري. استمد أعضاءها من حركة فتح والمجموعات الفلسطينية الأكثر تطرفا مثل أعضاء منظمة 15 مايو بعد حلها في منتصف الثمانينات.
نفذت مجموعة العمليات الخاصة لحركة فتح تفجيرات وهجمات أخرى ضد أهداف دولية خاصة الإسرائيلية والسورية (في عام 1976 ومن 1984 إلى 1990 هاجمت سوريا والمليشيات اللبنانية المتحالفة معها منظمة التحرير الفلسطينية ومخيمات اللاجئين الفلسطينيين في لبنان). لكن يعتقد أيضا أنها هاجمت المصالح الأوروبية والأمريكية. يشتبه في تفجير تي دبليو إيه الرحلة 840 في عام 1986. العلاقات الدقيقة بين مجموعة العمليات الخاصة لحركة فتح وقائد منظمة التحرير الفلسطينية ياسر عرفات لا تزال غير واضحة.